# Kirkbi
Kirkbi A/S, ibland även Kirk Kapital A/S, är ett danskt investerings- och holdingbolag som bland annat äger 75% av Lego A/S.
Kirkbi har sedan 2016 varumärkesrättigheter till Lego, och äger även 75% av företaget, och resten tillhör The Lego Foundation. Kirkbi äger även 34% av Merlin Entertainment, som bland annat äger alla Legoland-parker världen över samt även 100% av Kirkbi Invest A/S och Interlego AG. Kirkbis huvudkontor ligger i Billund, Danmark.
Namnet Kirkbi avser Legos grundare, familjen Kirk Christiansen och staden Billund, där Lego grundades.